# ドロステ効果
ドロステ効果（ドロステこうか、英語: Droste-effect）とは、再帰的な画像（紋章学における紋中紋）のもたらす効果のこと。あるイメージの中にそれ自身の小さなイメージが、その小さなイメージの中にはさらに小さなイメージが、その中にもさらに……と画像の解像度が許す限り果てしなく描かれる。ドロステ効果は、自己言及システムの不思議の環(strange loop)の視覚的例である。

## 起源

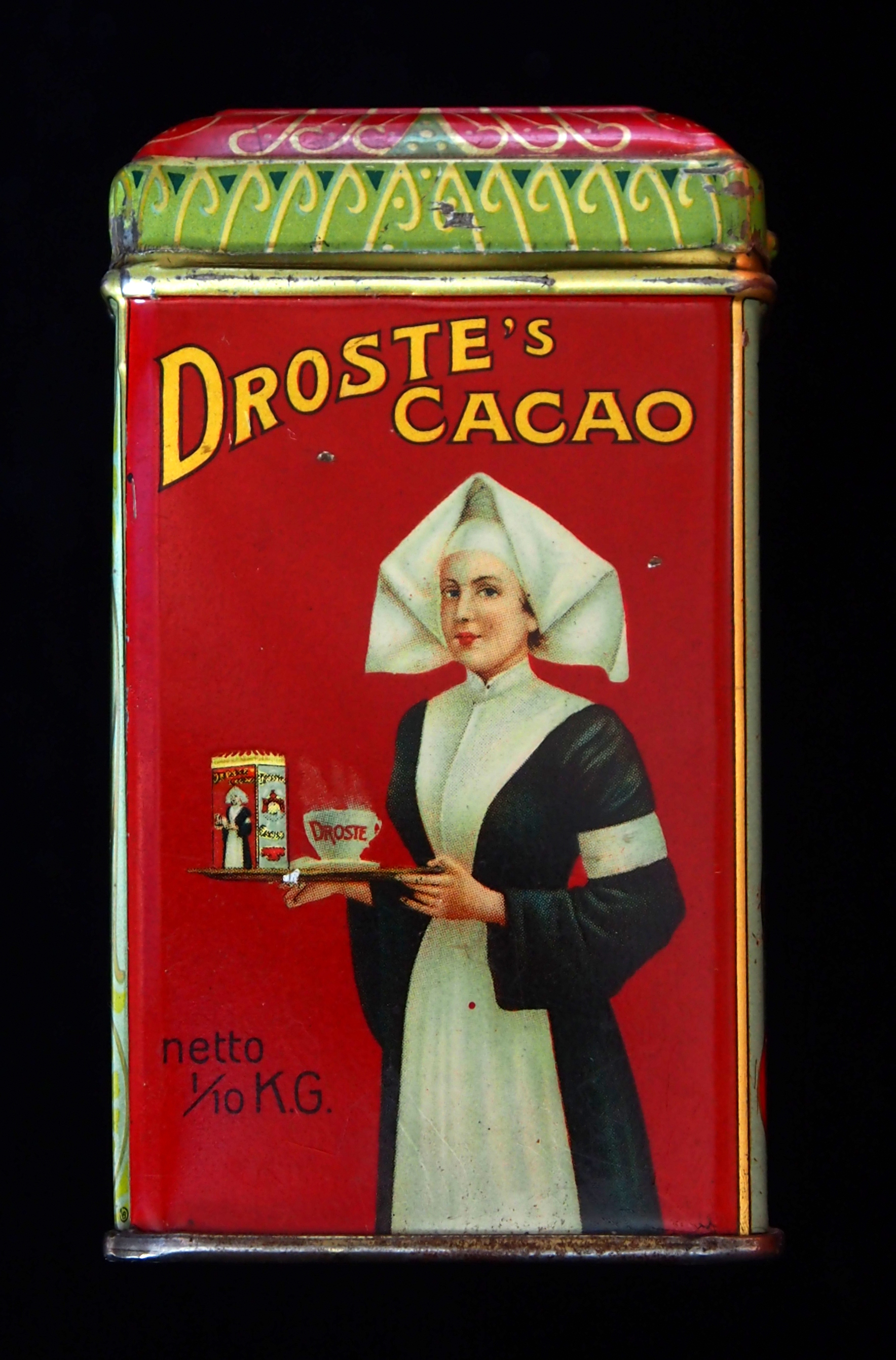
ドロステ・ココアのイラスト（1904年頃）

名前の由来はオランダのドロステ社の販売していたドロステ・ココアのパッケージからである。尼僧が持っている盆の上に、ココアの入ったコップと一緒にドロステ・ココアの箱が乗っていて、その箱の絵には、コップとドロステ・ココアの箱が乗った盆を持つ尼僧が描かれている。この絵柄は1904年に始まり、長い間使われ、家庭ではおなじみのものになった。
「ドロステ効果」という語は、伝えられるところでは、詩人でコラムニストのNico Scheepmakerが1970年代後期に使い出したということである。

## ドロステ効果の作り方
ドロステ効果は向かい合った2枚の鏡で簡単に作ることができる。鏡の中にはお互いの画像が永遠に反復される（合わせ鏡も参照）。また、ビデオカメラで、それがとらえた画像の映ったモニターを撮影する（ビデオフィードバック）ことでもドロステ効果が作れる。

## ドロステ効果の例
- ジョット・ディ・ボンドーネ作の三連祭壇画『Stefaneschi triptych』（1320年頃）の一枚に描かれた枢機卿ジャコモ・ガエターニ・ステファネスキ（Giacomo Gaetani Stefaneschi）は、当の祭壇画を聖ペトロに捧げている[4]。
- ピンク・フロイドのアルバム『ウマグマ』のカバー
- ラムダ計算騎士団（Knights of the Lambda Calculus）の紋章
- スポンジたわし「キクロンA」のパッケージ[5]
- かこさとしの絵本『ことばのべんきょう くまちゃんのいちにち』の表紙
- 日専連の「日専連QUICPay(nanaco)」[6]

### ギャラリー

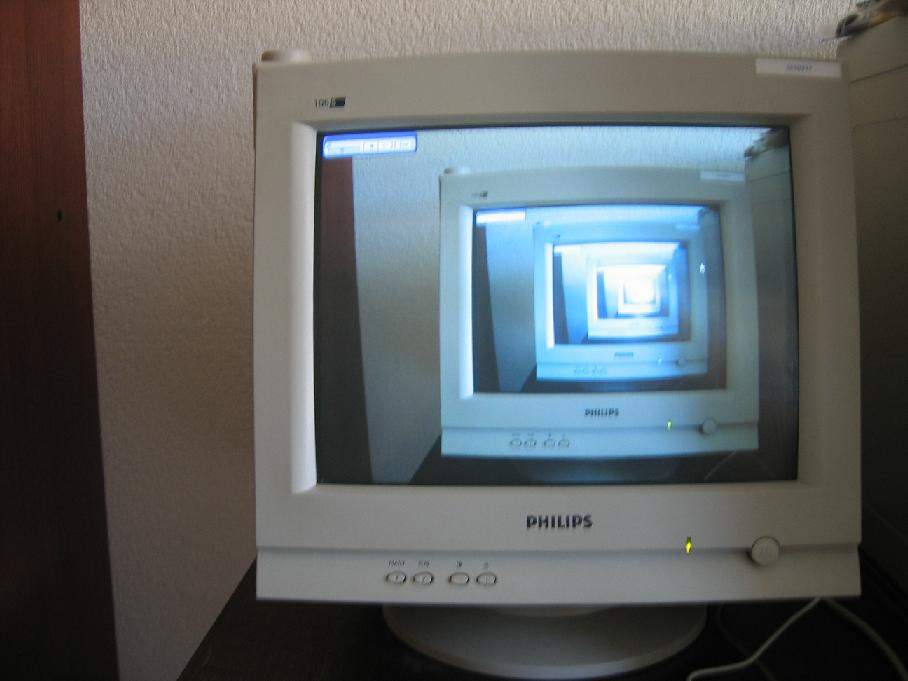
モニターにおけるドロステ効果
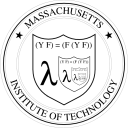
ラムダ計算騎士団の紋章
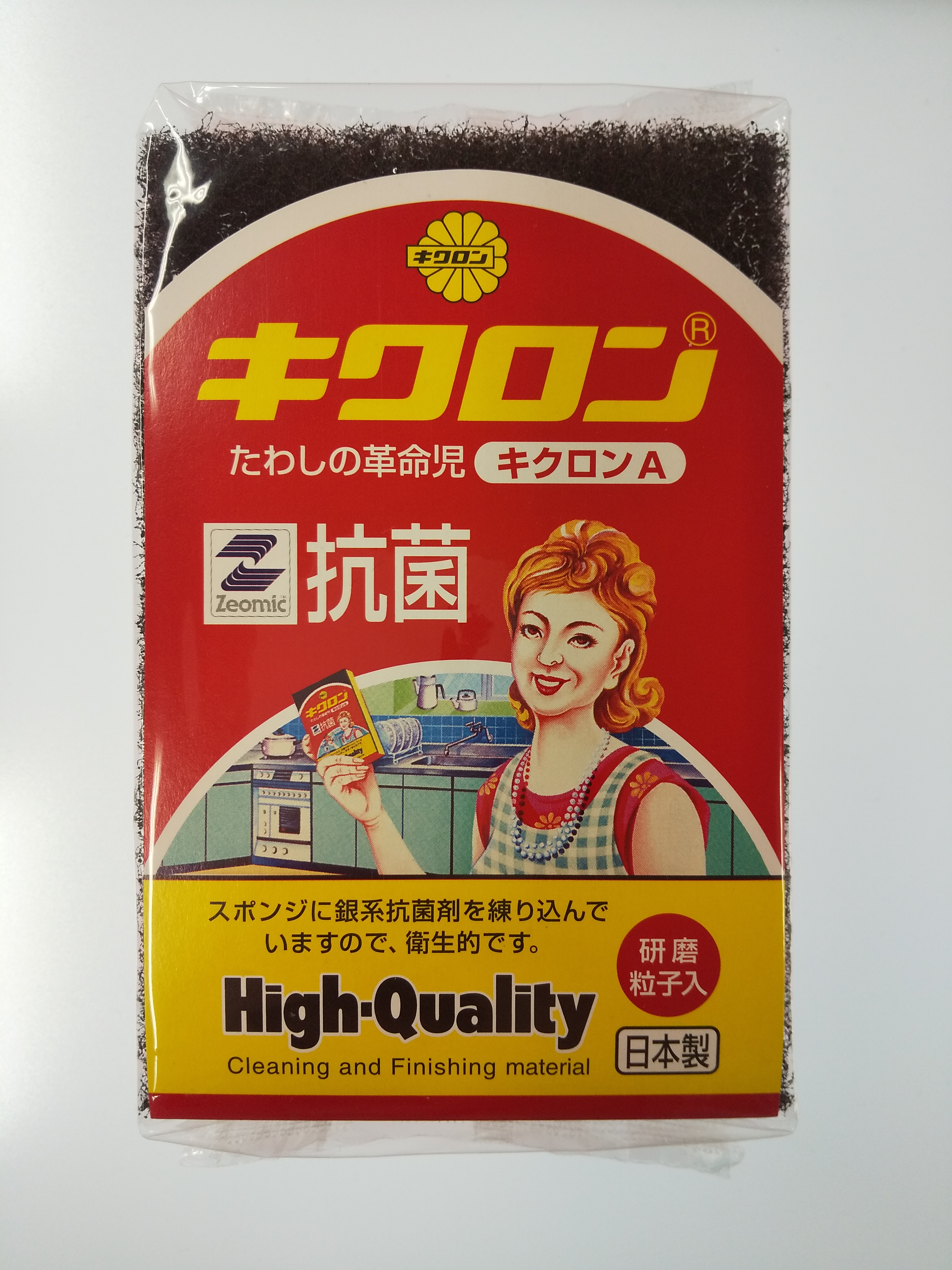
スポンジたわし「キクロンＡ」のパッケージ